# 쇼오정
쇼오정(일본어: 勝央町)은 일본 오카야마현 북동부에 있는 가쓰타군의 정이다. 사카타노 긴토키가 임종한 곳으로 알려져 있다.

## 지리
주고쿠 산지 남부에 위치해 구릉과 산림이 대부분을 차지한다.

## 역사
- 1954년 3월 - 가쓰마다정·우에쓰키촌·다카토리촌·후루요시노촌 등 1정 3촌 및 요시노촌 일부가 합병해 쇼오정이 탄생하였다.
- 1955년 6월 1일 - 구 다카토리촌 중 일부가 쓰야마시에 편입되었다.

## 교통

### 철도
- 서일본 여객철도 기신선

### 도로
- 주고쿠 자동차도
- 오카야마 미마사카 도로(일본어판)
- 국도 제179호선
- 국도 제429호선 (일본)(일본어판)